# Ye Longli
 (décembre 2021).
Si vous disposez d'ouvrages ou d'articles de référence ou si vous connaissez des sites web de qualité traitant du thème abordé ici, merci de compléter l'article en donnant les références utiles à sa vérifiabilité et en les liant à la section « Notes et références ».
Ye Longli (葉隆禮) est un historien du monde chinois ayant vécu au XIIIe siècle. Il a été le superviseur de l'élaboration du Qidan Guozhi, un des premiers recueil de l'histoire de la dynastie Liao, document antérieur d'un siècle de son histoire officielle, le Liao Shi